# Tafsir
El tafsir (àrab: تفسير, tafsīr, ‘interpretació’) és la ciència islàmica de l'exegesi, que s'aplica principalment a l'Alcorà. Un exegeta s'anomena mufàssir (àrab: مُفسر, mufassir, pl. مفسرون, mufassirūn). Aquests han de tenir, a més d'una preparació en teologia (ulum diniyya), una gran formació lingüística, històrica i de coneixença del hadits.

## Comentaris prestigiosos
- Tafsir at-Tabarí, de Muhàmmad ibn Jarir at-Tabarí (839-923)
- Tafsir as-Samarqandí, d'Abu-l-Layth as-Samarqandí (mort entre 983 i 1003)
- Tafsir az-Zamakhxarí, d'Abu-l-Qàssim Mahmud ibn Úmar az-Zamakhxarí (1074-1143)
- At-Tafsir al-Kabir, de Fakhr-ad-Din ar-Razí (1149-1206)
- Tafsir al-Qurtubí, de Muhàmmad ibn Àhmad al-Qurtubí (1214-1273)
- Tafsir al-Baydawí, d'Abd-Al·lah ibn Úmar al-Baydawí (mort vers el 1286)
- Tafsir Ibn Kathir, d'Ismaïl ibn Kathir (1301-1373)
- Tafsir al-Jalalayn, de Jalal-ad-Din as-Suyutí (1445–1505)